# Consuelo Martínez López
Consuelo Martínez López, nacida en Ferrol en el año 1955, es una matemática y catedrática de álgebra gallega.

## Trayectoria
Se licenció en Matemáticas por la Universidad de Zaragoza en 1977 y se doctoró en la misma universidad en 1980 con la tesis titulada Formaciones saturadas en una clase de grupos localmente finitos PI-resolubles, dirigida por Javier Otal. Es catedrática en la Facultad de Ciencias de la Universidad de Oviedo.
Su investigación se centra en el álgebra abstracta con el fin de aplicarla a la teoría de la información, la criptografía y los códigos correctores de errores, utilizando estructuras algebraicas robustas para el diseño de sistemas de encriptación. Investiga las álgebras y superálgebras no asociativas y sus interrelaciones con la teoría de grupos. Consuelo logró construir el anillo completo de cocientes de un álgebra de Jordan para las superálgebras graduadas por sistema de raíz, problema propuesto inicialmente por Jacobson.
Colabora, desde los años noventa, con el matemático de la Universidad de California San Diego y ganador de la medalla Fields Efim Zelmanov . Juntos estudian las conexiones de grupos y álgebras con los retos y conjeturas del problema restringido de Burnside. Obtuvieron, entre otros resultados, la clasificación de superálgebras de Jordan simples de dimensión finita en característica prima. Ocupó, entre otros, los siguientes cargos:
- Codirectora de la Revista Matemática Iberoamericana (RMI)[6]
- Miembro de la Comisión Científica de la Real Sociedad Matemática Española de 2003 a 2012[6]
- Miembro de la comisión de Física y Matemáticas de la Comisión Nacional de Evaluación de la Actividad Investigadora (CNEAI)[1]
- Miembro del Comité de Ciencias Experimentales de la Agencia Vasca (UNIBASQ).[1]

## Premios y reconocimientos
- Medalla de la Real Sociedad Matemática Española en 2008[4]

## Obras
Es autora de numerosas publicaciones en revistas científicas, entre otras:
- «Álgebra y supersimetría». Gaceta de la Real Sociedad Matemática Española, 20 (2): 399-416. 2017. ISSN 1138-8927.
- Couselo Hernández, Elena; Santos González Jiménez, Victor Markov; Martínez López, Consuelo; Nechaev, Alexander (2012). «Ideal representation of Reed-Solomon and Reed-Muller codes». Algebra and logic 51 (3): 195-212. ISSN 0002-5232.
- Martínez, Consuelo (2010). Simple Jordan superalgebras and the coordinatization theorem. Proceedings of Jordan Structures in Algebra and Analysis meeting. Tribute to El Amin Kaidi. Almería (España). pp. 191–202.